# Mazerat-Aurouze
Mazerat-Aurouze är en kommun i departementet Haute-Loire i regionen Auvergne-Rhône-Alpes i centrala Frankrike. Kommunen ligger i kantonen Paulhaguet som tillhör arrondissementet Brioude. År 2022 hade Mazerat-Aurouze 190 invånare.

## Befolkningsutveckling
Antalet invånare i kommunen Mazerat-Aurouze
| Referens: INSEE |